# Cleomenes semilineatus
Cleomenes semilineatus är en skalbaggsart som beskrevs av Maurice Pic 1957. Cleomenes semilineatus ingår i släktet Cleomenes och familjen långhorningar. Inga underarter finns listade i Catalogue of Life.